# Gieorgij Sitnikow
Gieorgij Siemionowicz Sitnikow (ros. Георгий Семёнович Ситников, ur. 25 maja 1905 we wsi Lipowka w guberni tambowskiej, zm. 4 października 1970 w Moskwie) – radziecki polityk, przewodniczący Komitetu Wykonawczego Rady Obwodowej w Swierdłowsku (1946-1949), I sekretarz Komitetu Obwodowego WKP(b) w Jarosławiu (1949-1952).
1925-1927 i 1928-1929 uczył się na fakultecie robotniczym w Tambowie, od 1929 w WKP(b). 1929-1933 studiował na Woroneskim Instytucie Mechanizacji Gospodarki Rolnej, po czym został inżynierem-inspektorem „Lnotraktorocentra”, potem kierownikiem wydziału maszynowo-technicznego, później szefem Wydziału Lnianego Obwodowego Wydziału Rolniczego w Swierdłowsku i dyrektorem „Sielchoztransu”. Od sierpnia 1941 do czerwca1942 przewodniczący komitetu wykonawczego rady rejonowej w Swierdłowsku, od czerwca 1942 do lutego 1943 I zastępca kierownika wydziału gospodarki rolnej Komitetu Obwodowego WKP(b) w Swierdłowsku, od lutego 1943 do marca 1946 III sekretarz Komitetu Obwodowego WKP(b) w Swierdłowsku, a od 29 marca 1946 do 25 lutego 1949 przewodniczący Komitetu Wykonawczego Rady Obwodowej w Swierdłowsku. Od 1 marca 1949 do sierpnia 1952 I sekretarz Komitetu Obwodowego WKP(b) w Jarosławiu, od sierpnia 1952 do grudnia 1953 słuchacz kursów przeszkolenia I sekretarzy komitetów obwodowych, krajowych, KC partii komunistycznych republik związkowych, przewodniczących obwodowych i krajowych komitetów wykonawczych i przewodniczących Rad Ministrów republik związkowych i autonomicznych przy KC WKP(b)/KPZR. Po ukończeniu kursu pracował w Ministerstwie Gospodarki Rolnej ZSRR jako szef głównego zarządu zaopatrzenia materiałowo-technicznego i zastępca ministra ds. zaopatrzenia, a od czerwca 1959 do lipca 1960 szef Głównego Zarządu Zaopatrzenia Materiałowo-Technicznego Gospodarki Rolnej przy Państwowym Komitecie Planowania Rady Ministrów ZSRR. Od lipca 1960 do października 1963 I zastępca dyrektora Wystawy Osiągnięć Gospodarki Narodowej ZSRR, następnie na emeryturze. Deputowany do Rady Najwyższej ZSRR 3 kadencji. Odznaczony Orderem Lenina (1947) i Medalem za Ofiarną Pracę w Wielkiej Wojnie Ojczyźnianej 1941–1945.